# ولس (یمن)
 ولس  نام روستایی ایست در (بلاد الوادیة)، ناحیهٔ بلاد (رداع) و أعمال البیضاء از توابع استان بیضاء در کشور یمن در شبه جزیره عربستان است. 

## جمعیت
جمعیت آن ( ۲۱۷ ) نفر (۹ خانوار) می‌باشد.